# Sørøysundet
Le Sørøysundet est un détroit situé entre Hasvik et Hammerfest dans le comté de Finnmark en Norvège.

## Description
Il s'étend sur une longueur de 70 km pour une largeur oscillant de 4 à 17 km et sépare la grande île de Sørøya des îles de Stjernøya, Seiland et Kvaløya. Au sud-ouest, le détroit s'ouvre sur la mer de Lopphavet. Il n'y a pas de ponts ou de tunnels qui traversent le détroit.